# Фосфид алюминия
Фосфи́д алюми́ния — бинарное неорганическое соединение алюминия и фосфора с формулой AlP, желтовато-серые кристаллы,
реагирует с водой.

## Получение
Реакцией алюминия c фосфором:
{\displaystyle {\ce {Al + P ->[{\ce {500 ^{o}C}}] AlP}}}.

## Физические свойства
Фосфид алюминия образует желтовато-серые кристаллы кубической сингонии, пространственная группа F 43m, параметры ячейки a = 0,542 нм, Z = 4.
Полупроводник с шириной запрещенной зоны 2,5 эВ.

## Химические свойства
Реагирует с водой:
{\displaystyle {\ce {AlP + 3 H2O -> Al(OH)3 v + PH3 ^}}}.

## Применение
Применяется как яд против насекомых и грызунов-вредителей, а также в сплавах с другими полупроводниками при изготовлении светодиодов.

## Токсичность
Фосфид алюминия весьма ядовит. Ядовитость соединения объясняется тем, что оно реагирует с водой с выделением токсичного газа — фосфина. Реакция происходит даже с влагой воздуха. Из-за этого для хранения и транспортировки данного вещества требуется герметичная тара и меры предосторожности при работе с веществом, использование средств индивидуальной защиты персонала.